# 杉山大
杉山大（1977年8月5日—），日本男性演員、配音員、旁白，出身於東京都，血型B型。曾隸屬於劇團若草，目前則是隸屬Production★A組。

## 來歷、人物
- 出道作品是1996年的電影《学校II》。
- 主要是以NHK的外語影集配音為主。
- 近年來也參與動畫配音。像是Production I.G的《風人物語》、《御伽草子》、《攻殼機動隊 S.A.C. 2nd GIG》。

## 演出作品

### 電視動畫
- 蠟筆小新（牙醫）

2002年
- 我們這一家

2006年
- 櫻蘭高校男公關部（男A、業者）

2008年
- 真實之淚 true tears（祭典的客人C）

2014年
- 東京喰種（PG(宗太)）

2015年
- 東京喰種√A（PG(宗太)）
- 受讚頌者 虛偽的假面（麻呂呂）

2016年
- 赤髮白雪姬 第2期（舞蹈老師）
- 名侦探柯南（菅生惠介 #825）
- 火影忍者疾風傳（大筒木阿修羅）

2017年
- 銀魂.（錦大吾 #331、332）

2022年
- 受讚頌者 二人的白皇（麻呂呂[1]）

### 遊戲
2015年
- 傳頌之物 虛偽的假面（麻呂呂）

2016年
- 傳頌之物 兩人的白皇（麻呂呂）

### 電影
- 学校II（山田洋次監督）

### 電視
- BSi 激☆店（通販刑事 亞美）

### Drama CD
- 少女ファイト（千石雲海）※漫畫第5冊 特裝版附屬
- 秘書育成中。（桐嶋暎）

## 外部連結
- Aksent公式官網的聲優簡介 （页面存档备份，存于） （日語）
- 杉山大のオフィシャルブログ サッサかさらさら晒されて～ （页面存档备份，存于） （日語）－杉山大的官方個人網站。

1. ↑  . Comic Natalie. 2022-05-10  [2022-05-10]. （原始内容存档于2022-05-17） （日语）.